# Maiden England World Tour
Maiden England World Tour fue una gira de conciertos de la banda británica Iron Maiden, que comenzó el 21 de junio de 2012 en Charlotte, Carolina del Norte y terminó el 5 de julio de 2014 con una actuación en el Sonisphere Festival de Knebworth, Reino Unido.
La gira conmemoró el relanzamiento del vídeo Maiden England, publicado originalmente en 1989 en el marco de la gira soporte del disco Seventh Son of a Seventh Son. Debido a esto, el setlist de la gira consistió casi en su totalidad en material de los años 1980, con un enfoque particular en el mencionado álbum Seventh Son. Contó además con numerosos efectos pirotécnicos y múltiples apariciones de la mascota de la banda, Eddie the Head. Después de Eddie Rips Up the World Tour de 2005 y de Somewhere Back in Time World Tour de 2008, ésta fue la tercera del grupo inspirada en un período particular de su historia.

## Personal
- Bruce Dickinson – voz
- Dave Murray – guitarra
- Adrian Smith – guitarra, coros
- Janick Gers – guitarra
- Steve Harris – bajo, coros
- Nicko McBrain – batería, percusión